# Tillandsia guerreroensis
Tillandsia guerreroensis är en gräsväxtart som beskrevs av Werner Rauh. Tillandsia guerreroensis ingår i släktet Tillandsia och familjen Bromeliaceae. Inga underarter finns listade i Catalogue of Life.

## Bildgalleri

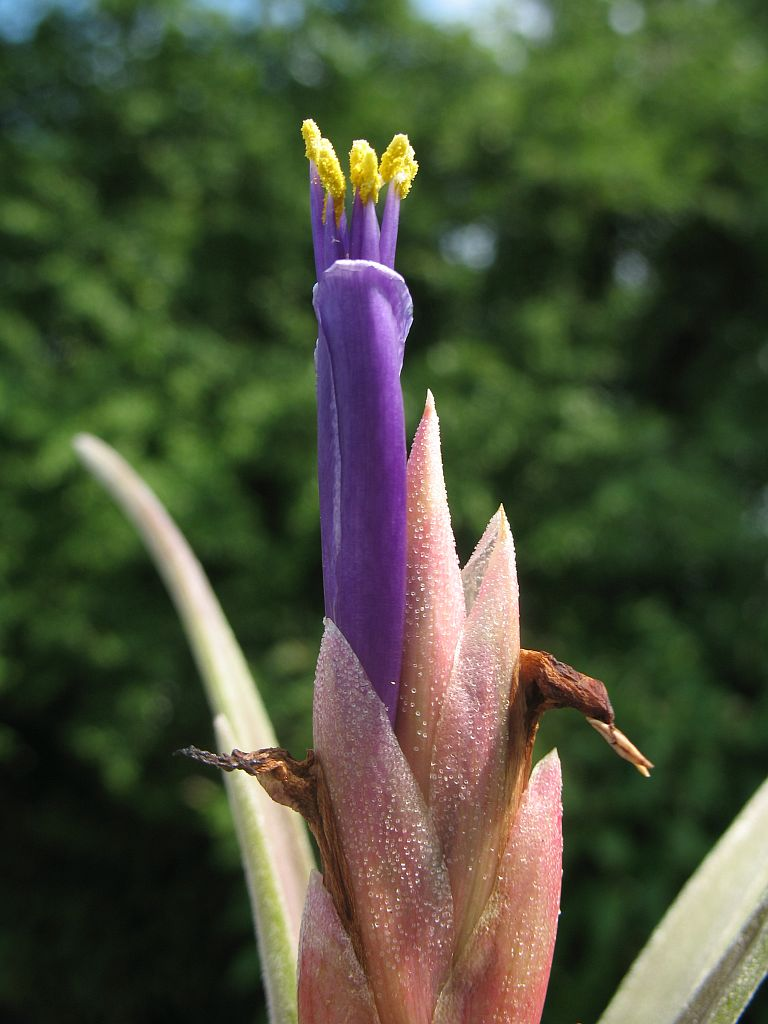
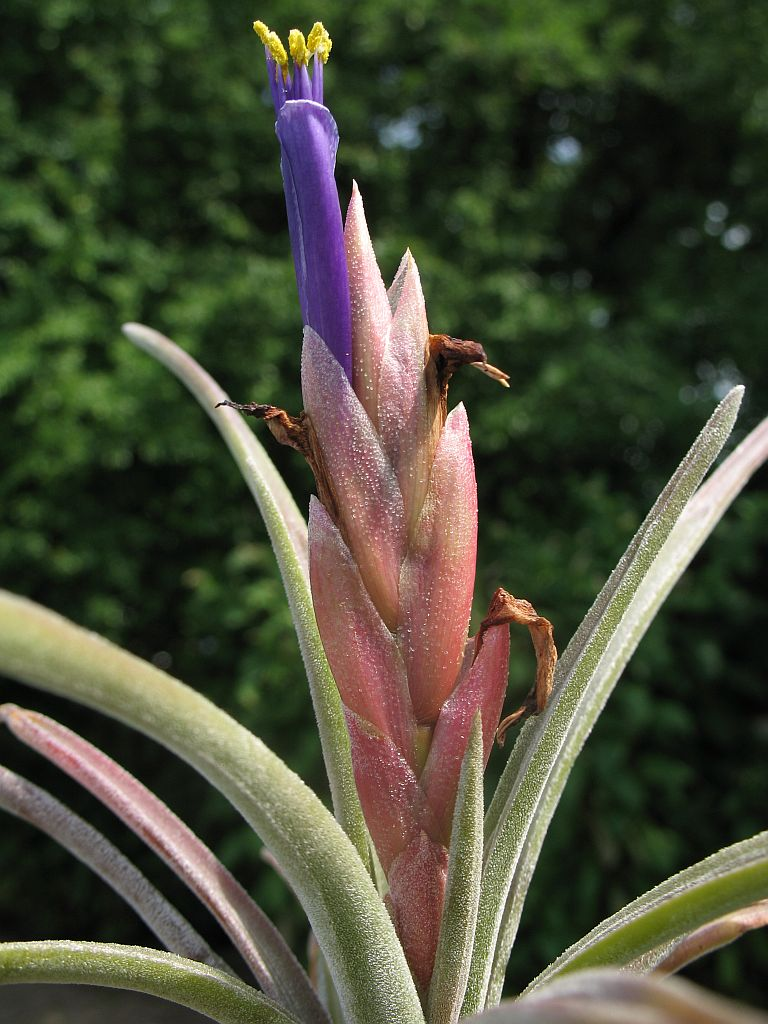